# Danny Ray Thompson

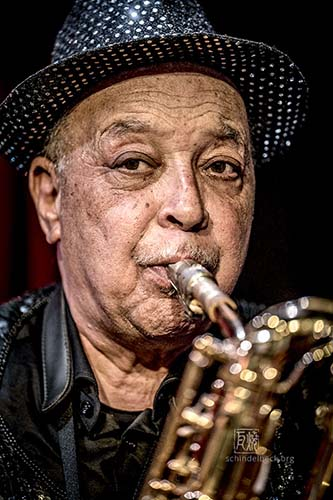
Danny Ray Thompson (2019)

Danny Ray Thompson (* 1. Oktober 1947 in New York City; † 12. März 2020 in Philadelphia) war ein amerikanischer Jazzmusiker (Fagott, Saxophon, Flöte), der vor allem als langjähriges Mitglied des Sun Ra Arkestra bekannt wurde.

## Leben und Wirken
Thompson wuchs in Detroit auf. Im Hotel seiner Familie stiegen viele Künstler ab. Dann lebte er in Los Angeles, wo er 1965 die Highschool absolvierte und in verschiedenen Bands spielte. Zurück in New York besuchte er die Juilliard School of Music und wurde von Garvin Bushell und kurzzeitig auch von James Spaulding unterrichtet. 1966 arbeitete er bei Babatunde Olatunji. 1967 wurde er in das Arkestra aufgenommen, mit dem er international auf Tournee ging und, beginnend mit The Solar-Myth Approach und Nuits de la Fondation Maeght (1971), auf zahlreichen Alben wie Concert for the Comet Kohoutek (1973) oder Pathways to Unknown Worlds (1975) zu hören war. Er managte zehn Jahre lang das Orchester und war für die Produktion von dessen El-Saturn-Tonträgen verantwortlich. Nicht zum Orchester gehörte er für eine Pause von etwa sieben Jahren ab Mitte der 1990er Jahre. Seitdem spielte er wieder als aktives Mitglied des Sun Ra Arkestra und war mit der Band wieder häufig auf Tournee; das letzte Mal in Europa 2019.
In den 1970er Jahren war er zudem in der Funkband Black Heat tätig, mit der er das Alben Keep On Runnin’ einspielte, das 1975 bei Atlantic Records erschien. Im Bereich des Jazz war Thompson laut Tom Lord zwischen 1967 und 2015 an 118 Aufnahmesessions beteiligt; neben seinen zahlreichen Aufnahmen mit dem Arkestra auch mit Jeffrey Hayden Shurdut/Marshall Allen / Motoko Shimizu und mit dem Dick Griffin Septet (Homage to Sun Ra); zuletzt nennt Lord The Heliosonic Tonetette (Heliosonic Toneways Vol. 1).

## Diskografische Hinweise
- Marshall Allen, Danny Ray Thompson, Jamie Saft, Trevor Dunn, Balázs Pándi mit Roswell Rudd: Ceremonial Healing (2019)[5]